# Polynoncus galapagoensis
Polynoncus galapagoensis är en skalbaggsart som beskrevs av Van Dyke 1953. Polynoncus galapagoensis ingår i släktet Polynoncus och familjen knotbaggar. Inga underarter finns listade i Catalogue of Life.